# Achaetica haloxyli
Achaetica haloxyli är en insektsart som beskrevs av Mitjaev 1971. Achaetica haloxyli ingår i släktet Achaetica och familjen dvärgstritar. Inga underarter finns listade i Catalogue of Life.